# Bob Gibbs

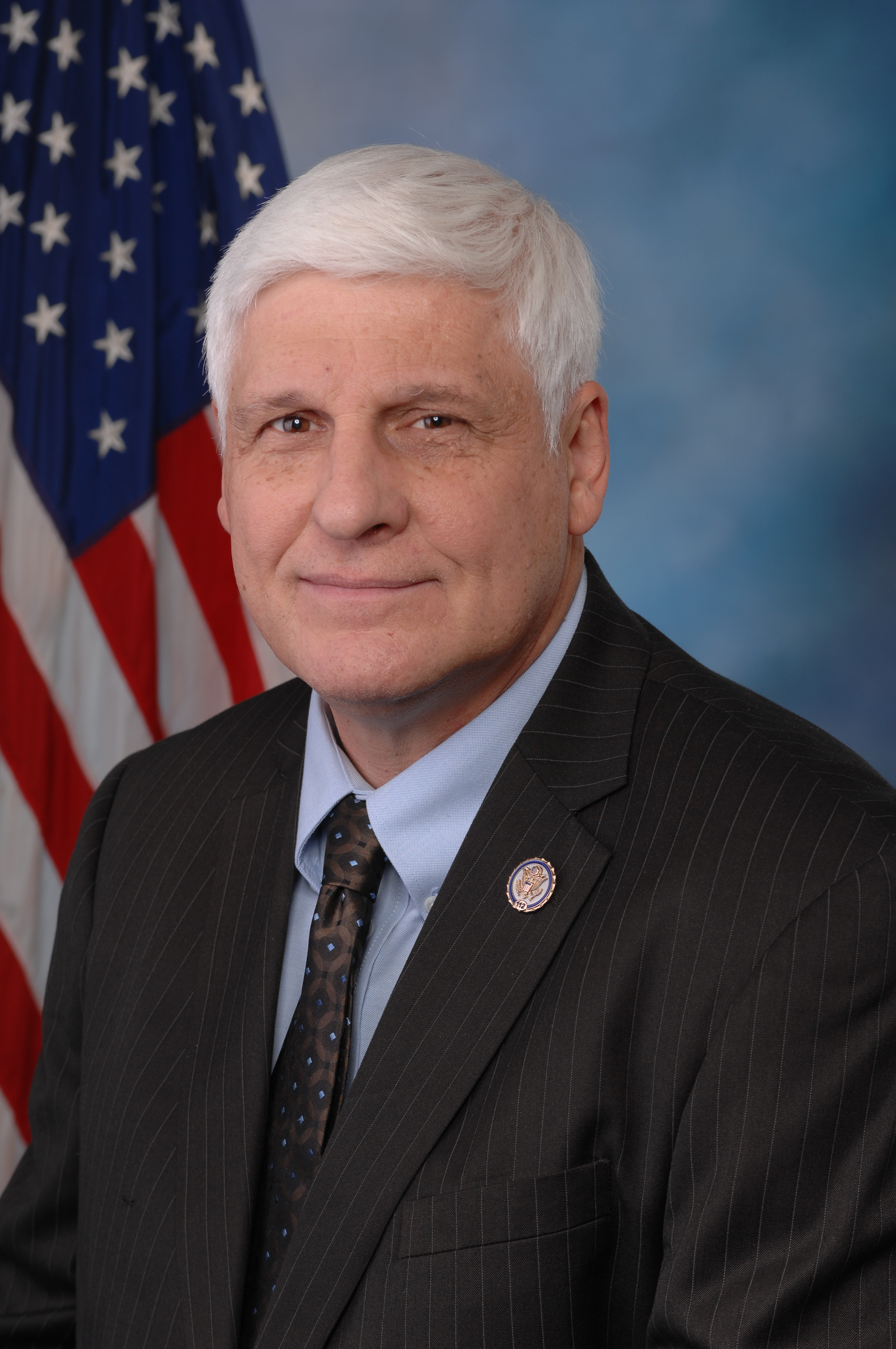
Bob Gibbs (2011)

Robert Brian „Bob“ Gibbs (* 14. Juni 1954 in Peru, Miami County, Indiana) ist ein US-amerikanischer Politiker der Republikanischen Partei. Von 2011 bis 2023 war er Mitglied des Repräsentantenhauses der Vereinigten Staaten. Zunächst vertrat er den 18. Distrikt des Bundesstaats Ohio im US-Repräsentantenhaus, ab 2013 repräsentiert er den siebten Distrikt.

## Biografie
Bob Gibbs wurde in Peru im US-Bundesstaat Indiana geboren. In den 1960er Jahren zog seine Familie nach Cleveland. Dort besuchte Bob die Bay Village Senior High School. 1974 schloss er ein Studium der Agrarwissenschaften an der Ohio State University mit einem Associate Applied Science ab. Er zog nach Lakeville und wurde dort Mitbesitzer der Hidden Hollow Farms Ltd. Er war außerdem Funktionär bei der Ohio Farm Bureau Federation.
Gibbs ist seit über 40 Jahren mit seiner Frau Jody verheiratet. Das Paar hat drei erwachsener Kinder. Beide leben in Nashville (Ohio).

## Politik
Von 2003 bis 2009 saß er im Repräsentantenhaus von Ohio, von 2009 bis 2010 im Staatssenat.
Bei den Kongresswahlen 2010 konnte er den Sitz von Zack Space erobern und vertrat den 18. Kongresswahlbezirk von Ohio im US-Repräsentantenhaus. Seit 2013 vertritt er den 7. Wahlbezirk, da Ohio nach dem United States Census 2010 einen Sitz verloren hatte.
Bob Gobbs kündigte im April 2022 an, nicht für eine weitere Amtszeit zu kandidieren. Er begründete diesen Schritt unter anderem damit, dass er durch eine Veränderung der Wahlkreisgrenzen gegen Max Miller hätte antreten müssen. Miller war ein Helfer Trumps im Wahlkampf und später im Weißen Haus. Er schied am 3. Januar 2023 aus dem Repräsentantenhaus der Vereinigten Staaten aus. Müller gewann die Wahl 2022 und wurde damit Nachfolger von Gibbs.

### Ausschüsse
Er war zuletzt Mitglied in folgenden Ausschüssen des Repräsentantenhauses:
- Committee on Oversight and Reform
  - Environment
  - National Security
- Committee on Transportation and Infrastructure
  - Coast Guard and Maritime Transportation (Ranking Member)
  - Highways and Transit

Zuvor war er auch Mitglied im Committee on Agriculture.